# NGC 5814
NGC 5814 (другие обозначения — MCG 0-38-17, ZWG 20.46, IRAS14588+0149, PGC 53653) — галактика в созвездии Дева.
Этот объект входит в число перечисленных в оригинальной редакции «Нового общего каталога».